# Ray MacSharry
Ray MacSharry, irl. Réamann Mac Searraigh (ur. 29 kwietnia 1938 w Sligo) – irlandzki polityk i rolnik, minister w różnych resortach, wicepremier, Teachta Dála, eurodeputowany, członek Komisji Europejskiej.

## Życiorys
Absolwent szkoły średniej Summerhill College. Pracował jako przedsiębiorca w branży transportowej oraz jako farmer
.
Zaangażował się w działalność polityczną w ramach Fianna Fáil. Był radnym swojej rodzinnej miejscowości, a od 1967 również radnym hrabstwa Sligo. W wyborach w 1969 po raz pierwszy został posłem do Dáil Éireann, mandat utrzymywał w kolejnych wyborach w 1973, 1977, 1981, lutym 1982, listopadzie 1982 i 1987. Od 1984 do 1987 jednocześnie zasiadał w Parlamencie Europejskim II kadencji, będąc wiceprzewodniczącym frakcji Europejskiego Sojuszu Demokratycznego.
W lipcu 1979 objął stanowisko ministra stanu w departamencie służb publicznych. Od grudnia 1979 do czerwca 1981 sprawował urząd ministra rolnictwa w rządzie, którym kierował Charles Haughey. W marcu 1982 powrócił w skład rządu jako tánaiste i minister finansów, zrezygnował z tych stanowisk w grudniu tego samego roku. Od marca 1987 do listopada 1988 ponownie pełnił funkcję ministra finansów. W marcu 1987 tymczasowo kierował resortem turystyki i transportu.
Od 1989 do 1993 był komisarzem ds. rolnictwa w Komisji Europejskiej kierowanej przez Jacques’a Delorsa. W 2002 reprezentował irlandzki rząd w Konwencie Europejskim.
Po odejściu z aktywnej polityki w latach 90. obejmował stanowisko dyrektora Bank of Ireland i holdingu Ryanair.